# Christine Nyatanyi
Christine Nyatanyi (16 tháng 7 năm 1965 – 26 tháng 9 năm 2011) là một nhà kinh tế và chính trị gia người Rwanda, từng giữ chức Bộ trưởng Nhà nước chịu trách nhiệm về các vấn đề xã hội trong Bộ Chính quyền địa phương, từ tháng 10 năm 2003 cho đến khi bà qua đời vào tháng 9 năm 2011 

## Hoàn cảnh và giáo dục
Cô được sinh ra ở Rwanda vào ngày 16 tháng 7 năm 1965. Cô theo học trường Đại học Kinh tế Quốc gia Kharkov, tại Kharkov, Ukraina, nơi cô tốt nghiệp Cử nhân Kinh tế năm 1987. Sau đó, cô học tại Học viện Kinh tế Quốc gia Odessa, tốt nghiệp năm 1991 với bằng Thạc sĩ về Quy hoạch Công nghiệp.

## Sự nghiệp
Sau cuộc diệt chủng năm 1994 ở Rwanda, Nantanyi đã làm việc với Ủy ban Chữ thập đỏ quốc tế (ICRC), trong "Bộ truy tìm" của họ, ở Goma, Cộng hòa Dân chủ Congo và ở Nairobi, Kenya. Năm 1997, cô được bổ nhiệm làm Cán bộ Dự án trong Hội đồng Người tị nạn Flemish, có trụ sở tại Brussels, Bỉ. Vào tháng 10 năm 2003, cô được bổ nhiệm làm Bộ trưởng Nhà nước chịu trách nhiệm về các vấn đề xã hội trong Bộ Chính quyền địa phương Rwanda, phục vụ trong khả năng đó cho đến tháng 9 năm 2011 

## Tử vong
Nyatanyi qua đời vào ngày 26 tháng 9 năm 2011, tại Bệnh viện Đại học Saint-Luc, Brussels, Bỉ, sau thời gian điều trị dài. Cơ thể của cô đã bay trở lại Kigali, trên máy bay Brussels Airlines vào thứ Bảy, ngày 1 tháng 10 năm 2011  Sau một thời gian đặt quốc hội tại Quốc hội và một đám đông tại "Nhà thờ Công giáo Regina Pacis" ở Remera, ngoại ô Kigali, thi thể của cô đã được tổ chức tang lễ của Bang. Cô đã được thực tập tại "Nghĩa trang Rusororo" ở Kabuga, vào thứ Hai, ngày 3 tháng 10 năm 2011 

## Những ý kiến khác
Các quốc gia thống nhất đã trao một giải thưởng cho Christine Nyatanyi, vào năm 2008, để công nhận dịch vụ công cộng và trách nhiệm của cô ấy trong chương trình quốc gia Rwanda Ubudehe'.